# M'Bemba Traoré
Pour les articles homonymes, voir Traoré.
M'Bemba Traoré est un homme politique guinéen.

## Biographie
Né en Guinée, Bemba Traoré est médecin de formation. Il a suivi ses études en République Tchèque, pays où il est resté expatrié une quinzaine d'années. Depuis son retour à Conakry, il travaille dans le secteur de la santé et donne des cours à la Faculté de médecine de l'université Gamal Abdel Nasser de Conakry,.
M'Bemba Traoré est le président du parti de la démocratie et de l'unité et candidat à l'élection présidentielle du 27 juin 2010. Il a été éliminé au 1er tour, avec 0,24 % des suffrages